# Václav Fikar
Václav Fikar (* 14. März 1967 in Brünn) ist ein ehemaliger tschechischer Beachvolleyballspieler.

## Karriere
Fikar gewann 1995 mit Milan Džavoronok ein europäisches Turnier in Pescara. Im gleichen Jahr unterlagen die beiden Tschechen bei der Europameisterschaft in Saint-Quay-Portrieux erst im Finale gegen die Niederländer Marko Klok und Michiel van der Kuip.